# Cifrapalota
Le Cifrapalota ([ˈtsifɾɒˌpɒlotɒ]) est un ancien immeuble d'habitation de Kecskemét (Hongrie) construit en 1902. De style Sécession, il abrite désormais un musée.